# Polski Senovets
Polski Senovets (en búlgaro: Полски Сеновец) es una localidad situada en el municipio de Polski Trambesh, en la provincia de Veliko Tarnovo, Bulgaria. Tiene una población estimada, a mediados de septiembre de 2024, de 518 habitantes.

## Geografía
Está ubicado en la parte media de la llanura del Danubio.

## Historia
Como pueblo se lo conoce desde la época romana. Estaba situado cerca del asentamiento romano Nikopolis ad Instrum. Las primeras evidencias de la existencia de Polski Senovets como un pueblo búlgaro datan del siglo XV.
Cuando comenzaron las incursiones otomanas, los búlgaros residentes de los pueblos de Dunavlii, Sarnica, Golgota y Suvandjoi se refugiaron en la localidad, entonces llamada Senovets. 
En el siglo XVII su población era de aproximadamente entre 800 y 900 residentes. Durante la llamada Sublevación de Abril, doce residentes del poblado fueron enviados a participar del levantamiento.
El primer alcalde de Polski Senovets después la liberación de Bulgaria fue Tasho Delimanov. 
A finales del siglo XIX se establecieron los primeros molinos y talleres en el asentamiento y sus alrededores.
A principios del siglo XX siglo se construyó la línea de ferrocarril entre Ruse y Stara Zagora. Unas décadas más tarde se construyó la estación ferroviaria de Polski Senovets.
En 1924 Marin Cherkilirev compró y entregó el primer tractor "Bulldog" a la localidad. La cooperativa de consumo "Saglasie" fue fundada en 1919.
La localidad se electrificó en 1945.

## Población
| Año       | 1882 | 1893 | 1900 | 1920 | 1934 | 1946 | 1956 | 1965 | 1975 | 1984 | 1991 | 2001 | 2012 | 2024 |
| --------- | ---- | ---- | ---- | ---- | ---- | ---- | ---- | ---- | ---- | ---- | ---- | ---- | ---- | ---- |
| Población | 2101 | 2274 | 2378 | 2817 | 3012 | 2990 | 2922 | 2730 | 2231 | 2270 | 1602 | 870  | 580  | 518  |